# 田部隆次
田部 隆次（たなべ りゅうじ、1875年（明治8年）10月20日 - 1957年（昭和32年）12月20日）は、日本の英文学者。

## 人物・来歴
富山県の南日家に生まれ、生後まもなく田部家の養子となる。兄に英語教育者の南日恒太郎、弟に別の田部家へ養子に入った英文学者の田部重治がいる。村松剛・村松英子の母方の祖父。村松えりの曾祖父。
富山中学校、早稲田大学専門部を経て、東京帝国大学英文科でラフカディオ・ハーンに学び、後年ハーンの研究を行った。女子学習院教授を務め、第一書房の『小泉八雲全集』を大谷正信らと共訳した。
大正末期、兄・恒太郎（当時富山高校・初代校長）と共に、ハーンの蔵書を遺族から購入。富山高等学校（現・富山大学）図書館に「ヘルン文庫」を作った。

## 著書
- 『小泉八雲』早稲田大学出版部、1914年4月。 NCID BN10927371。全国書誌番号:43018531。
- 『小泉八雲』北星堂書店、1950年6月。 NCID BN07551336。全国書誌番号:50003816。
  - 『小泉八雲』（第4版）北星堂書店、1980年1月。 NCID BN00896205。全国書誌番号:80013409。
- 『小泉八雲　ラフカディオ・ヘルン』中公文庫（巻末に小泉節子（セツ、夫人）「思い出の記」）、2025年3月。ISBN 9784122076310。

### 編集
- 『南日恒太郎遺稿と追憶』田部隆次、1934年7月。 NCID BA66182285。全国書誌番号:47013566。
- 『日本を観る』青山出版社、1942年7月。 NCID BN06519134。全国書誌番号:46006952。
- 『西田幾多郎の手紙』斉藤書店、1947年10月。 NCID BN05715931。全国書誌番号:61005409。
- 『小泉八雲読本』藤森友義絵、蓼科書房〈スクール文庫 8〉、1948年11月。 NCID BN13431893。全国書誌番号:45019634。

## 翻訳
- 小泉八雲『英語教師の日記と手紙』北星堂書店、1920年2月。 NCID BA19732052。全国書誌番号:22047328。
- 小泉八雲『ストウリズエンドスケッチェズ』北星堂書店、1925年3月。 NCID BA01464780。全国書誌番号:21915854 全国書誌番号:42022021。
- 小泉八雲『詩人と詩』北星堂書店、1926年2月。 NCID BA01463686。全国書誌番号:21515379。
- 小泉八雲『小説と理論』北星堂書店、1928年9月。 NCID BA08156164。全国書誌番号:22069976。
- 小泉八雲『文学論』興風館、1946年。 NCID BN1503018X。全国書誌番号:46024726。
- 小泉八雲『文学論 続』興風館、1946年11月。 NCID BN1503018X。全国書誌番号:46024727。
- 小泉八雲『小泉八雲選集 雪女』八雲書店、1948年1月。 NCID BN13565029。全国書誌番号:46029110 全国書誌番号:77102882。
- 小泉八雲『小泉八雲選集 落穂』八雲書店、1948年11月。 NCID BN1370107X。全国書誌番号:46029109。
- 小泉八雲『旅の宿の夜話』養徳社〈養徳叢書 外国篇 1022〉、1948年。 NCID BN13700157。全国書誌番号:46032344 全国書誌番号:48001634。
- C.ブロンテ『ジェーン・エイア』 上巻、角川書店〈角川文庫〉、1956年。 NCID BN10916444。全国書誌番号:56006339。
- C.ブロンテ『ジェーン・エイア』 中巻、角川書店〈角川文庫〉、1956年。 NCID BN10916444。全国書誌番号:57002325。
- C.ブロンテ『ジェーン・エイア』 下巻、角川書店〈角川文庫〉、1957年。 NCID BN10916444。全国書誌番号:57002205。

### 共訳
- 小泉八雲 著、田部隆次・落合貞三郎 訳『英文学史』北星堂書店、1930年12月。 NCID BA1168385X。全国書誌番号:22032977。
- 小泉八雲 著、西崎一郎・田部隆次・落合貞三郎 訳『文学論』北星堂書店、1932年10月。 NCID BA07681147。全国書誌番号:21899978。
- 小泉八雲 著、田部隆次・戸川秋骨 訳『神国日本』（改訳版）第一書房、1942年4月。 NCID BN05879280。全国書誌番号:46001196。
- 小泉八雲 著、田部隆次・大谷正信 訳『草ひばり』文藝春秋新社〈文藝春秋選書 11〉、1948年9月。 NCID BN09434672。全国書誌番号:48014782。

### 小泉八雲全集
- 落合貞三郎・大谷正信・田部隆次 訳『知られぬ日本の面影』第一書房〈小泉八雲全集 第3巻〉、1926年8月。 NCID BA31554769。全国書誌番号:58010678。
- 田部隆次・戸沢正保・石川林四郎・稲垣巌 訳『東の国から・心』第一書房〈小泉八雲全集 第4巻〉、1927年2月。 NCID BA31554769。全国書誌番号:58010678。
- 大谷正信 訳『仏の畠の落穂・異国情趣と回顧・日本お伽噺』第一書房〈小泉八雲全集 第5巻〉、1926年12月。 NCID BA31554769。全国書誌番号:58010678。
- 大谷正信・岡田哲蔵・田部隆次 訳『霊の日本・影・日本雑録』第一書房〈小泉八雲全集 第6巻〉、1926年11月。 NCID BA31554769。全国書誌番号:58010678。
- 田部隆次・大谷正信 訳『骨董・怪談・天の河縁起そのほか』第一書房〈小泉八雲全集 第7巻〉、1926年7月。 NCID BA31554769。全国書誌番号:58010678。
- 小日向定次郎・金子健二・田部隆次・落合貞三郎・大谷正信 訳『書簡集 第1』第一書房〈小泉八雲全集 第9巻〉、1927年6月。 NCID BA31554769。全国書誌番号:58010678。
- 落合貞三郎・金子健二・田部隆次・大谷正信 訳『書簡集 第2』第一書房〈小泉八雲全集 第10巻〉、1927年10月。 NCID BA31554769。全国書誌番号:58010678。
- 大谷正信・田部隆次・稲垣巌・小日向定次郎・落合貞三郎 訳『書簡集 第4・雑篇』第一書房〈小泉八雲全集 第12巻〉、1927年11月。 NCID BA31554769。全国書誌番号:58010678。
- 落合貞三郎・金子健二・土井林吉・大谷正信・稲垣巌・田部隆次 訳『文学論』第一書房〈小泉八雲全集 第13巻〉、1926年9月。 NCID BA31554769。全国書誌番号:58010678。
- 小日向定次郎・林並木・土井林吉・田部隆次 訳『詩論』第一書房〈小泉八雲全集 第14巻〉、1927年4月。 NCID BA31554769。全国書誌番号:58010678。
- 土井林吉・林並木・落合貞三郎・田部隆次・岡田哲蔵 訳『詩論 続』第一書房〈小泉八雲全集 第15巻〉、1927年8月。 NCID BA31554769。全国書誌番号:58010678。
- 落合貞三郎・大谷正信・戸沢正保・田部隆次 訳『詩論 続々・文学史論』第一書房〈小泉八雲全集 第16巻〉、1927年9月。 NCID BA31554769。全国書誌番号:58010678。
- 落合貞三郎・大谷正信・田部隆次 訳『きまぐれ・クリーオール小品・神戸クロニクル社説（抜萃）・隨筆八種』第一書房〈小泉八雲全集 第17巻〉、1928年1月。 NCID BA31554769。全国書誌番号:58010678。
- 『小泉八雲』第一書房〈小泉八雲全集 別巻〉、1927年12月。 NCID BA31554769。全国書誌番号:58010678。